# Canticle: All Creatures of Our God and King (Smith)
Canticle: All Creatures of Our God and King is een compositie voor harmonieorkest van de Amerikaanse componist Claude T. Smith. Het thema van deze compositie is gebaseerd op een kerklied Lasst uns erfreuen herzlich sehr uit de "Geistliche Kirchengesänge" uit 1623.